# Edificio de Los dos Cuyanos
El Edificio de Los dos Cuyanos, o Edificio Plaza, es un inmueble de conservación histórica, ubicado en el sector de Las Cuatro Avenidas, de la ciudad de Chillán, Chile. Fue una de las primeras construcciones hechas de hormigón en la ciudad junto a la Casa Etchevers, debido a lo cual sobrevivieron al Terremoto de Chillán de 1939.

## Historia
Fue construido en 1935, como parte de las obras del centenario de la cuarta fundación de la ciudad, con un diseño que contrastaba con la arquitectura neoclásica y colonial predominante. El edificio debe su nombre a la tienda homónima comercial del edificio, que fue la primera en ser creada, años antes del terremoto de 1939, y que pertenecía a la familia Baabor, de origen judío.
Su construcción se atribuye a Moisés Cusacovich Baabor, empresario ucraniano quien tenía su tienda llamada Mercería Europea, la cual, al igual que la tienda de Los dos Cuyanos, se encuentran extintas. La geometría del edificio y su construcción de hormigón armado lo han hecho resistente a los terremotos de 1939, 1960 y 2010.
En 2022, durante la realización del Inventario Nacional de Patrimonio Inmueble de Chile, el Ministerio de Obras Públicas constató que el inmueble posee el segundo piso en estado de abandono, con desprendimientos en sus muros y pérdida de material en sus pavimentos originales, además presenta contaminación visual en su exterior, producto de la presencia de letreros publicitarios.

## Arquitectura
Es un edificio de tres pisos y doce metros de altura. Posee sistema de agrupamiento continuo, con pilares, cimientos y sobrecimientos de hormigón armado. Los muros de carga son de albañilería de ladrillo confinada, mientras que su tabiquería es de albañilería de ladrillo simple. El piso es de losa de hormigón al igual que la estructura de techumbre, donde este último posee una cubierta metálica. En el exterior, los pavimentos son de madera mientras que los revestimientos de estos son de cemento.